# Melody (cantante española)
Melodía Ruiz Gutiérrez (Dos Hermanas, Sevilla, 12 de octubre de 1990), más conocida como Melody, es una cantante, compositora, actriz y modelo española.

## Infancia
Melodía Ruiz Gutiérrez nació el 12 de octubre de 1990 en el Hospital Virgen de Valme en Dos Hermanas, localidad de la provincia de Sevilla. Es hija del cantante sevillano Lorenzo Ruiz Molina (miembro del grupo "Los Kiyos" y solista en la actualidad) y de la gaditana Ana Gutiérrez Flores (Puerto Serrano, Cádiz), y hermana del también bailarín, cantante y actualmente estilista, Eleazar Ruiz Gutiérrez.
Cursó la educación primaria en el Colegio Valme Coronada y secundaria en el Colegio Calasancio hispalense en Dos Hermanas. Desde muy pequeña se interesó por la música y el baile. Con solo 6 años comenzó a bailar y a hacer las coreografías para el entonces grupo de su padre. Además, estudió canto, guitarra, guitarra clásica, piano e interpretación.

## Carrera musical

### 2000-2003: Inicios y primeros álbumes
Con nueve años, creó una maqueta que llegó a El Fary, que dejó encandilado al artista y la apadrinó en su casa durante ocho meses para transformarla en estrella y hacerla conocer a los medios de comunicación. En sus propias palabras, él fue su descubridor y padrino, y a él le debe su fama.
A finales de 2000 participó en el disco "Hay que volver a empezar", en concienciación contra los malos tratos y la violencia contra la mujer. En él colaboraron otras cantantes como Rocío Jurado, Lolita, Ángeles Muñoz (de Camela), Alaska, Sole Giménez, Clara Montes, Cristina Del Valle (de Amistades Peligrosas), Papá Levante y Alazán, entre otras. Los ingresos recaudados se destinaron a la Federación de Asociaciones de Asistencia a Mujeres Violadas y a otras ONG en defensa de las mujeres maltratadas.
El 29 de abril de 2001, publicó el sencillo El baile del gorila, compuesto por José Antonio Benítez Serrano (Frandiego / El Hijo de la Paquita), se convirtió en 2001 en canción del verano y alcanzó el número uno en España y Paraguay, el segundo puesto en Estados Unidos, la cuarta posición en Argentina y la séptima posición en Francia. Por todo ello, Melody fue considerada la nueva niña prodigio de la música española.
El 17 de junio de 2001, con diez años, Melody publicó su álbum de presentación De pata negra bajo el sello discográfico de Carabirubí Producciones (para Sony Music) y dirigido por Gustavo Ramudo. Consiguió un doble disco de platino en España y un disco de platino latino en América, acreditado por la Asociación de Industria Discográfica de Estados Unidos (RIAA). Melody fue la primera artista española en conseguir dicho logro con tan solo diez años de edad.
El segundo álbum de Melody se tituló Muévete y salió a la venta el 10 de junio de 2002, de nuevo bajo la dirección y realización de Gustavo Ramudo. El 23 de junio de 2003, publicó su tercer trabajo discográfico, T.Q.M., cuya producción corrió a cargo de Luis Gómez Escolar y Julio Seijas.
Gracias a estos dos álbumes, la artista realizó una amplia gira de conciertos por países como Colombia, Venezuela, Brasil, Nicaragua, México, Argentina, Perú, en Chile presentándose en el Festival Internacional de la Canción de Viña del Mar 2002, Paraguay, Puerto Rico, Estados Unidos, Australia, Japón y Reino Unido.

### 2004-2007: Disney,Melodíay dueto con Mario Frangoulis
En noviembre de 2003, participó en el DVD Ellas&Magia (bajo la dirección de Luis Cobos y la producción de Julián Ruiz), interpretando "Canción de Meg / No diré que es amor", tema principal de la película de animación Hércules . En este proyecto musical colaboraron artistas como Pastora Soler, Malú, Merche, Tamara, Marta Sánchez, Bellepop, Lydia, Marilia y Marta Botía. Los beneficios obtenidos por las ventas de este videodisco se destinaron a la Fundación de Ayuda Contra la Drogadicción (FAD).
Su sencillo "Dabadabadá" formó parte de la banda sonora de la telenovela Mujeres apasionadas, en un disco que salió a la venta el 23 de marzo de 2004 y reunió a grandes voces internacionales como las de Jon Secada, Gloria Estefan, Paolo Ragone, Natalia Lafourcade, Gilberto Santa Rosa, Ednita Nazario, Sin Bandera, Gian Marco, MDO, Huey Dunbar, Andrés de León, Jimena Gallego, Lik, Pandora y Emmanuel.
El 18 de octubre de 2004 la cantante presentó su cuarto trabajo discográfico, titulado Melodía, producido por Danilo Ballo y el equipo de Emanuele Ruffinengo, que también han colaborado con Alejandro Sanz, Ana Belén, Ketama, Malú o Armando Manzanero.
Además, Melody formó un dueto con el tenor griego Mario Frangoulis en la canción "Cu'mme", perteneciente al segundo álbum internacional del intérprete, publicado el 9 de noviembre de 2004 bajo el título "Follow your heart".

### 2008-2013:Los buenos díasy preseleción para Eurovisión
Tras mantenerse un tiempo alejada de los escenarios, en mayo de 2008 lanzó su quinto álbum, "Los buenos días", producido por Manuel Ruiz (Queco), junto con José Marín y José Antonio Benítez Serrano, y remasterizado en Nueva York. Con él, dio varias giras por América Latina, Estados Unidos, Canadá, Reino Unido, Italia y Francia, entre otros países.
En diciembre de 2008, Melody y Los Vivancos lanzaron la canción "Amante de la luna" para participar en el proceso de selección que debía elegir el representante de España en el Festival de Eurovisión de 2009. Para ello, RTVE realizó varios programas en los que el público y un jurado profesional debían escoger al representante español, resultando ganadora la canción "La noche es para mí" de Soraya Arnelas. La candidatura de Melody no estuvo exenta de polémica al no contar con el cuerpo de baile de Los Vivancos en la actuación final, debido a desacuerdos con las condiciones del escenario y la producción de TVE. Obtuvo el segundo lugar tras empatar a puntos con la ganadora final. El televoto, favorable a Soraya, fue decisivo para deshacer el empate.
El 28 de febrero de 2012 presentó en Málaga el sencillo "Ten cuidaíto", un adelanto de lo que sería su sexto disco. El acto lo organizó Club Selección, plataforma de la Real Federación Española de Fútbol (RFEF) que acompaña a la Roja en sus encuentros disputados.
Melody lanzó una versión merengue de su tema "No sé" junto al reguetonero venezolano DJ Pana el 8 de marzo de 2013. Posteriormente, el 15 de octubre de ese año, estrenaron el vídeo oficial, que se grabó en Venezuela y Miami. A finales de octubre, la canción logró el puesto más alto en la lista de éxitos de Venezuela.
El 25 de febrero de 2013, Melody apareció en Antena 3 para formar parte de la primera edición de "Tu cara más solidaria", gala especial realizada por "Tu cara me suena" con el objetivo de recaudar fondos para Cruz Roja Española y ayudar a prevenir los desahucios. En ella se caracterizó de Natalia Jiménez e interpretó el tema "Me muero" (de La Quinta Estación), con el que consiguió llegar a la final (junto con Anna Simon y Jorge Cadaval) y obtener el segundo puesto en la tabla clasificatoria. Esta aparición la ayudaría a convertirse meses más tarde en concursante oficial del programa.
Así pues, desde el 24 de octubre de 2013 hasta el 27 de marzo de 2014, participó en la tercera edición española de "Tu cara me suena", programa de imitaciones de cantantes famosos retransmitido por Antena 3 y presentado por Manel Fuentes. De las diecinueve galas que componían el concurso, Melody fue la más votada en cuatro y logró llegar nuevamente hasta la final (junto con Edurne, Xuso Jones, Llum Barrera y Florentino Fernández), proclamándose subcampeona del concurso con un total de 836 puntos.
Las imitaciones que hizo durante el transcurso del programa fueron las siguientes:
| N.o de gala | Fecha de retransmisión  | Tema interpretado y artista/grupo                                  | Caracterización | Posición en la tabla clasificatoria |
| ----------- | ----------------------- | ------------------------------------------------------------------ | --------------- | ----------------------------------- |
| 1           | 24 de octubre de 2013   | Arrasando (de Thalía)                                              | Thalía          | 3.a                                 |
| 2           | 31 de octubre de 2013   | Aprendiz (de Malú)                                                 | Malú            | 2.a                                 |
| 3           | 7 de noviembre de 2013  | Holding out for a hero (de Bonnie Tyler)                           | Bonnie Tyler    | 1.a                                 |
| 4           | 14 de noviembre de 2013 | Firework (de Katy Perry)                                           | Katy Perry      | 5.a                                 |
| 5           | 21 de noviembre de 2013 | Todos me miran (de Gloria Trevi)                                   | Gloria Trevi    | 3.a                                 |
| 6           | 28 de noviembre de 2013 | La copa de la vida (de Ricky Martin)                               | Ricky Martin    | 4.a                                 |
| 7           | 5 de diciembre de 2013  | I will survive (de Gloria Gaynor)                                  | Gloria Gaynor   | 4.a                                 |
| 8           | 12 de diciembre de 2013 | Achilipú (de Dolores Vargas)                                       | Dolores Vargas  | 3.a                                 |
| 9           | 19 de diciembre de 2013 | Quédate conmigo (de Pastora Soler)                                 | Pastora Soler   | 5.a                                 |
| 10          | 9 de enero de 2014      | The shoop shoop song / It's in his kiss (de Cher)                  | Cher            | 3.a                                 |
| 11          | 23 de enero de 2014     | Don't speak (de No Doubt)                                          | Gwen Stefani    | 4.a                                 |
| 12          | 30 de enero de 2014     | Clavado en un bar (de Maná)                                        | Fernando Olvera | 7.a                                 |
| 13          | 6 de febrero de 2014    | Yo no te pido la luna (de Fiordaliso)                              | Fiordaliso      | 2.a                                 |
| 14          | 13 de febrero de 2014   | The boy does nothing (de Alesha Dixon)                             | Alesha Dixon    | 1.a                                 |
| 15          | 20 de febrero de 2014   | Hijo de la luna (de Mecano)                                        | Ana Torroja     | 3.a                                 |
| 16          | 27 de febrero de 2014   | Do what u want (de Lady Gaga y Christina Aguilera)[Dueto con Angy] | Lady Gaga       | 1.a                                 |
| 17          | 6 de marzo de 2014      | Puedes contar conmigo (de Amaia Montero-La Oreja de Van Gogh)      | Amaia Montero   | 3.a                                 |
| 18          | 13 de marzo de 2014     | Señora (de Rocío Jurado)                                           | Rocío Jurado    | 1.a                                 |
| 19          | 27 de marzo de 2014     | A tu vera (de Lola Flores)                                         | Lola Flores     | 2.a                                 |

### 2014-2016:Mucho camino por andary BSO deAhora o nunca

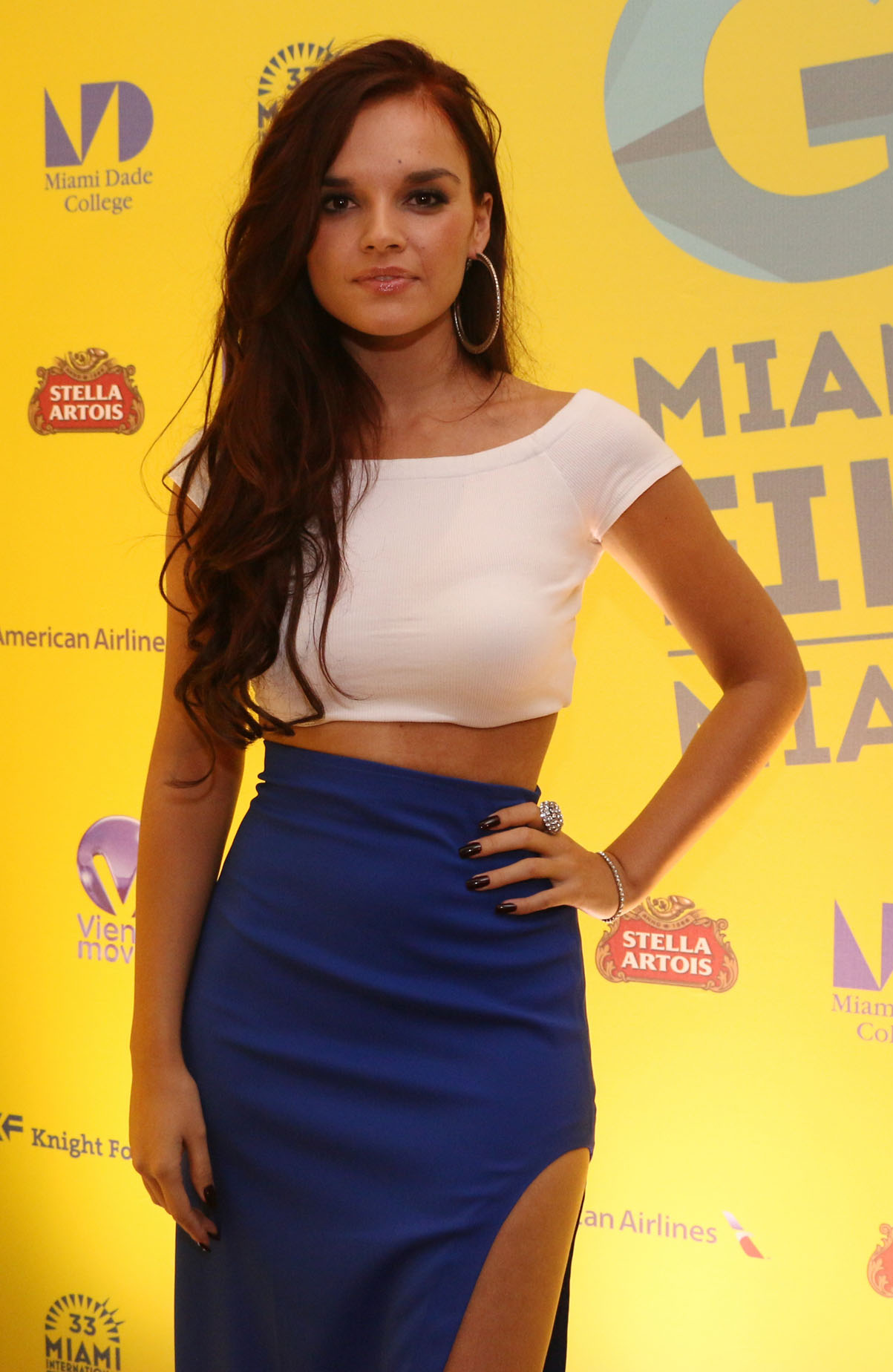
Melody en 2015.

El 9 de junio de 2014, salió al mercado su sexto álbum, "Mucho camino por andar", que posee un estilo más moderno y diferentes ritmos. Los productores fueron José Marín y Toni Romero. También colaboraron DJ Pana, el baterista dominicano Waldo Madera, el violinista búlgaro Vasko Vassilev, el rapero malagueño Gordo Máster, el cantautor José Antonio Benítez Serrano y los músicos Batio Barnabás y Bori de Alarcón, entre otros. El primer sencillo del disco, "Hoy me voy", fue nombrado éxito de la semana en el portal Música al Día el 23 de junio de 2014.
Estrenó el 23 de diciembre de 2014, el vídeo musical de la canción "Mucho camino por andar" (segundo sencillo extraído del álbum homónimo), dedicado a todos sus seguidores.
El 29 de mayo de 2015 lanzó en formato digital la balada "In My Mind", tema principal de la banda sonora de la película española "Ahora o nunca" (2015), en la que además se estrenó como actriz de cine.
Además de su carrera en solitario, también ha formado el dúo musical Melek 2 junto a su hermano Eleazar (Ele). El 2 de junio de 2015, lanzaron en descarga digital su primer sencillo en común, titulado "Tú lo sabes" (en su versión en español) o "Do You Know?" (en inglés), con el que alcanzaron la vigesimocuarta posición en la lista de éxitos de Canal Fiesta Radio en octubre de 2015.

### 2018-2023: Sencillos independientes yLive Session
El 29 de junio lanzó en todas las plataformas digitales su nuevo sencillo ("Parapapá"), con el que en menos de las dos primeras semanas de su salida consiguió más de dos millones de reproducciones.
El 15 de febrero de 2019, salió el sencillo "Rúmbame" el cual mostró su raíces españolas por todos los costados. El sencillo se posicionó número 1 en varios países durante varias semanas consecutivas y el vídeo oficial llegó al millón de visualizaciones poco después de su salida. El 12 de octubre de 2020, salió el sencillo "Las Cosas Del Amor" un sencillo más tropical y pop, con el cual la joven española tuvo un buen recibimiento en radios, listas de música y presentación en televisión. En una semana llegó al primer millón de visualizaciones. A principios de año deja de ser "one-hit wonder” con la ayuda de la banda de cumbia peruana "Explosión de Iquitos".
En 2021, anunció en redes sociales que se estrenó el 23 de septiembre su nuevo sencillo "Sin Ley". Un año más tarde publicó “Sobe son”. El 28 de marzo de 2023, Melody lanzó su tema "Mujer Loba". La canción llegó a tener 500,000 vistas en solo 2 semanas. El 23 de junio lanzó su nuevo EP Live Session.

### 2024-presente:Esa divay Eurovisión 2025
El 12 de noviembre de 2024 se anunció a Melody como una de los 16 artistas elegidas para participar en el Benidorm Fest 2025. A través de este evento se elegiría al representante para el Festival de Eurovisión 2025. La canción con la que compitió se llamaba “Esa diva”, compuesta por Alberto Fuentes Lorite. Esta fue publicada en todas las plataformas el 18 de diciembre de 2024.
El 1 de febrero de 2025 ganó la final del Benidorm Fest 2025 y por lo tanto representó a España en el Festival de Eurovisión 2025, que se celebró el 17 de mayo en Basilea, Suiza.Allí Melody obtuvo el puesto 24.° con 37 puntos.

## Carrera como actriz

### Televisión
En 2002, participó en la serie española "Cuéntame cómo pasó", concretamente en el episodio 17 («Cada cual en su sitio») de la primera temporada, en el que interpretó al personaje de Úrsula y cantó Chica yeyé de Concha Velasco. En 2016, regresó a la serie para interpretar otro papel, el de Estrella en una trama ambientada en Marinaleda. En 2018 interpretó a Carmen Sevilla en la serie de Movistar+, Arde Madrid.
| Año         | Título                | Personaje                 | Cadena      | Episodios   |
| ----------- | --------------------- | ------------------------- | ----------- | ----------- |
| 2002 - 2016 | Cuéntame cómo pasó    | Úrsula Vázquez / Estrella | La 1        | 2 episodios |
| 2015        | José Mota presenta... | Varios personajes         | La 1        | 1 episodio  |
| 2018        | Arde Madrid           | Carmen Sevilla            | Movistar+   | 2 episodios |
| 2025        | Mariliendre           | Melody                    | Atresplayer | 1 episodio  |
| TBA         | Bandolero             |                           |             |             |

### Cine
En 2015, apareció en la película española "Ahora o nunca" de María Ripoll Julià. En ella interpretó al personaje de Irene, hermana de Álex (Dani Rovira) y futura cuñada de Eva (María Valverde).
| Año  | Título        | Personaje       | Director          |
| ---- | ------------- | --------------- | ----------------- |
| 2015 | Ahora o nunca | Irene Fernández | María Ripoll      |
| 2023 | Isla Bonita   |                 | Andrés Magallanes |

## Trayectoria televisiva
| Año             | Título                      | Cadena                   | Notas                           |
| --------------- | --------------------------- | ------------------------ | ------------------------------- |
| 2013-2014       | Tu cara me suena            | Antena 3                 | Concursante (2.ª finalista)     |
| 2013-2014; 2025 | El hormiguero               | Antena 3                 | Invitada                        |
| 2014            | Pequeños gigantes           | Telecinco                | Jurado                          |
| 2015            | La trastienda de Allí abajo | Antena 3                 | Presentadora                    |
| 2018            | Tu cara me suena            | Antena 3                 | Acompaña a Manu Sánchez         |
| 2018; 2022      | Deluxe                      | Telecinco                | Invitada                        |
| 2020-2023       | A tu vera                   | Castilla-La Mancha Media | Jurado y presentadora sustituta |
| 2022            | Los miedos de...            | Cuatro                   | Participante                    |
| 2022            | Mediafest Night Fever       | Telecinco                | Jurado                          |
| 2023            | Así es la vida              | Telecinco                | Colaboradora                    |
| 2023            | La resistencia              | Movistar Plus+           | Invitada                        |
| 2024            | La mejor generación         | Telecinco                | Concursante                     |
| 2025            | La revuelta                 | La 1                     | Invitada                        |

## Otros trabajos

### Compositora
Melody ha compuesto varias canciones de sus álbumes. En su primer disco, "De pata negra", escribió un tema dedicado a su madre, titulado "Besos de cristal" (conocido también como Mami). En 2003, escribió "No sé", y una canción dedicada a su abuelo, que no estaba bien de salud, titulada "Abuelo". En 2004, en su disco "Melodía", compuso junto a Lucas (del dúo Andy y Lucas) las canciones "Y ese niño" y "La novia es chiquita". En "Los buenos días" escribió tres temas con José Marín: "Ese pellizquito", "Mi alma se enamora" y "Sueña conmigo". En su último álbum discográfico, "Mucho camino por andar", también compuso algunas canciones.
Además, Melody ha participado en la composición y producción de la balada "In my mind", perteneciente a la banda sonora de la película española "Ahora o nunca" (2015).

### Presentadora de televisión
Melody condujo el doble programa especial "La trastienda de «Allí abajo»" (retransmitido por Neox los días 13 y 20 de julio de 2015), donde entrevistó a Óscar Terol, el creador de la serie de televisión "Allí abajo".

### Colaboradora de radio
Desde el 3 de septiembre de 2014 Melody es la nueva colaboradora del programa matinal de radio "Café Olé", retransmitido por la emisora Radiolé y presentado por Joaquín Hurtado, Marta Agüera, Dioni (de Camela) y la Húngara. Cada jueves a las 10:00 de la mañana, en la sección "Hermana pequeña", Melody es la encargada de alegrar el día, por medio de una llamada telefónica, a personas ancianas o que se sienten solas.

### Colaboradora de televisión
Melody formó parte del jurado (junto con Angy y Jorge Cadaval) de la primera edición española del concurso de talentos "Pequeños gigantes", presentado por Jesús Vázquez y retransmitido por Telecinco del 9 de septiembre al 22 de octubre de 2014.
Desde el año 2020 hasta la actualidad, Melody forma parte del jurado del programa de Castilla - La Mancha "A tu vera".
Melody es colaboradora del programa de Telecinco Así es la vida, presentado por Sandra Barneda.
A comienzos de 2024, y estando en la recta final de su embarazo, participa en el programa La mejor generación como miembro del equipo de Los cassettes. Dados los resultados de audiencia, Telecinco decide cancelar el espacio tras emitirse 3 entregas.

### Modelo fotográfica y de pasarela
Melody ha trabajado como modelo, desfilando por varias pasarelas de España y Latinoamérica. También ha sido imagen de compañías de alta costura, como Chanel, Dolce & Gabbana, Dior, Gucci, Versace y algunas firmas venezolanas.
La cantante protagonizó la portada del número de junio de 2014 de la revista "Sevilla Magazine", ofreciendo una sesión fotográfica (titulada Melody: Sus armas de mujer), en cuyo vestuario participaron los diseñadores Felipe Duque, Emma Salas y Javier García.
En octubre de 2021, Melody fue imagen de la nueva colección otoño/invierno de moda Zerimar.

### Bailarina
En sus inicios como cantante, Melody era bailarina de Los Kiyos (grupo al que pertenecía su padre) y creaba la coreografía de su música.
El 8 de noviembre de 2008 la artista bailó un broadway con el actor y modelo Rubén Sanz en la cuarta edición benéfica de la Gala FAO de ¡Mira quién baila! (en La 1 de TVE).

### Participante en programas de televisión
En el año 2013 se confirmó su participación en "Tu cara me suena", imitando a infinidades artistas como Lola Flores, Thalía o Cher. Fue la 2ª finalista.
Por otro lado en 2021, Mediaset España comunica su participación en el programa Los miedos de . . ., que trata de que Melody junto a otros compañeros como Lydia Lozano, Loles León o Boris Izaguirre superen sus miedos.
En el año 2024 participa en la edición All Stars de Tu cara me suena. En ella coincide con otros rostros conocidos del programa como son Santiago Segura, Yolanda Ramos o Soraya Arnelas.

### Productora
Desde el año 2014 Melody produce sus discos y videoclips teniendo su propio sello discográfico Rumbera Record.

## Filantropía
Melody ha realizado diversas obras humanitarias y caritativas: una de ellas fue en los medios publicitarios de Guatemala (para que la gente adoptase niños huérfanos); también en México, Nicaragua, Colombia o Venezuela (para mandar alimentos a los niños del Tercer mundo).
En España participó en el disco "Hay que volver a empezar" (2001), cuyos ingresos recaudados se destinaron a la Federación de Asociaciones de Asistencia a Mujeres Violadas y otras oenegés en defensa de las mujeres maltratadas. También ayudó a la Fundación de Ayuda Contra la Drogadicción (FAD), gracias a los beneficios obtenidos por las ventas del deuvedé Ellas & magia (2003).
El 8 de noviembre de 2008 la artista asistió a la cuarta edición benéfica de la Gala FAO de ¡Mira quién baila! (en La 1 de TVE), en la que se recaudaron 2.204.780 euros, que se destinarían a diversos proyectos humanitarios para erradicar el hambre en el mundo.
Melody es madrina de la Fundación Niemann Pick de España, ONG a la cual donó los 1630 euros que ganó el 26 de diciembre de 2010 en el concurso "Taxi" (de Canal Sur) y los 3000 euros cosechados tras su victoria en la gala 3 de "Tu cara me suena" el 7 de noviembre de 2013. 
El 25 de febrero de 2013 participó en la gala benéfica "Tu cara más solidaria" (de Antena 3), con la intención de recaudar fondos para Cruz Roja Española y ayudar a prevenir los desahucios. Además, por resultar vencedora en las galas 14, 16 y 18 de "Tu cara me suena" (entre febrero y marzo de 2014), Melody consiguió donar un total de 9000 euros a los Ángeles Malagueños de la Noche, asociación sin ánimo de lucro con la que también colaboró repartiendo alimentos entre los más necesitados tanto el 14 de abril como el 14 de mayo de 2014, motivo por el cual se le entregó a la artista una placa conmemorativa, como muestra de agradecimiento por su solidaridad y calidad humana.
Melody destinó también a los Ángeles Malagueños de la Noche todo lo recaudado por la venta de entradas en la presentación de su sexto disco (Mucho camino por andar), que tuvo lugar en el hotel NH Málaga el 4 de julio de 2014.
El 9 de agosto de 2014 Melody asistió, junto a otros famosos, a la quinta edición de la gala benéfica "Starlite", organizada en Marbella por el actor Antonio Banderas, cuyos fondos recaudados se destinaron a varias fundaciones.
El 7 de enero de 2015 participó en la edición especial solidaria del programa de televisión "Killer karaoke" (de Cuatro), junto a otros cantantes, como Angy, Ruth Lorenzo, Rasel, Toñi Salazar y Xuso Jones. El dinero recaudado se destinó a fundaciones y organizaciones benéficas. Melody donó su premio de 1760 euros a la Fundación Niemann Pick de España.

## Discografía

### Álbumes de estudio
| Fecha de lanzamiento  | Álbum                  |
| --------------------- | ---------------------- |
| 17 de junio de 2001   | De pata negra          |
| 10 de junio de 2002   | Muévete                |
| 23 de junio de 2003   | T. Q. M.               |
| 18 de octubre de 2004 | Melodía                |
| 19 de mayo de 2008    | Los buenos días        |
| 9 de junio de 2014    | Mucho camino por andar |

### Sencillos
| Año de lanzamiento | Sencillos |
| ------------------ | --- |
| 2001               | - El baile del gorila - De pata negra - La calculadora - Papi, ¿qué me pasa a mí? - Besos de cristal           |
| 2002               | - Muévete - ¡Cuidado con el toro! - De hombro a hombro                                                         |
| 2003               | - Será - Dabadabadá - No sé - Bésame, Drácula - Canción de Meg (BSO de la película Hércules)                   |
| 2004               | - Y ese niño - La novia es chiquita - Loca                                                                     |
| 2008               | - Te digo adiós - Los buenos días - Nadie - Sin ti a mi lado                                                   |
| 2009               | - Amante de la luna (preselección española de Eurovisión 2009)                                                 |
| 2010               | - El baile del gorila (nueva versión)                                                                          |
| 2012               | - Ten cuidaíto                                                                                                 |
| 2013               | - No sé (versión merengue, con DJ Pana)                                                                        |
| 2014               | - Hoy me voy (con DJ Pana) - ¡Cuánto me cuesta! - Gritaré - Mucho camino por andar                             |
| 2015               | - In my mind (BSO de la película Ahora o nunca)                                                                |
| 2018               | - Parapapá |
| 2019               | - Rúmbame - Magnetismo Versión Acústico - Mátame (con Descemer Bueno y El Micha)                               |
| 2020               | - No Sé Versión Acústico - Y Ese Niño Versión Acústico - Pepe Versión Acústico - Las cosas del amor            |
| 2021               | - No Sé (con Explosión de Iquitos) - Sin Ley                                                                   |
| 2022               | - Sobe Son |
| 2023               | - Mujer Loba - La Putukita (con María Peláe) - Y Ese Niño 2.0 (con Joana Santos y Sergio Contreras) - El Trato |
| 2024               | - Bandido - Esa diva                                                                                           |
| 2025               | - El apagón |

### Bandas sonoras de películas y telenovelas
| Año de lanzamiento | Canción de la BSO | Álbum                        | Producción cinematográfica o televisiva |
| ------------------ | ----------------- | ---------------------------- | --------------------------------------- |
| 2003               | - Canción de Meg  | DVD Ellas & magia            | Película Hércules (de Disney)           |
| 2004               | - Dabadabadá      | Mujeres apasionadas          | Telenovela Mujeres apasionadas          |
| 2015               | - In my mind      | Sencillo en descarga digital | Película Ahora o nunca                  |

### Colaboraciones musicales
Desde el inicio de su carrera, Melody ha colaborado con otros artistas en diferentes proyectos, entre los que destacan los siguientes:
| Año de lanzamiento | Canción                      | Álbum                                                   | Artista(s) en colaboración con Melody |
| ------------------ | ---------------------------- | ------------------------------------------------------- | --- |
| 2001               | - Hay que volver a empezar   | Hay que volver a empezar                                | Rocío Jurado, Lolita, Ángeles Muñoz (de Camela), Alaska, Sole Giménez, Clara Montes, Cristina Del Valle (de Amistades Peligrosas), Papá Levante, Alazán, Greta, Marilia, Lucrecia, Nosoträsh, Olga Román, Maritrini, Marina Rossell y Teresa Barrientos |
| 2003               | - Canción de Meg             | Deuvedé Ellas & magia                                   | Pastora Soler, Malú, Merche, Tamara, Marta Sánchez, Bellepop, Lydia, Marilia y Marta Botía |
| 2004               | - Cu'mme                     | Follow your heart                                       | Mario Frangoulis |
| 2005               | - Y ese niño                 | Melodía                                                 | Andy y Lucas |
| 2007               | - Besos y amores             | Cositas nuestras: 30 aniversario                        | Los Kiyos y Junior Míguez |
| 2013               | - No sé (versión merengue)   | Sencillo en descarga digital                            | DJ Pana |
| 2014               | - Hoy me voy                 | Mucho camino por andar                                  | DJ Pana |
| 2015               | - Tú lo sabes - Do you know? | Sencillos en descarga digital                           | Ele (Melek 2) |
| 2019               | - Mátame                     | Video Oficial en Youtube y Sencillo en descarga digital | Descemer Bueno ft. Melody y El Micha |
| 2021               | - No Sé                      | Vídeo Oficial en YouTube y sencillo en descarga digital | Explosión de Iquitos |

### Vídeos musicales
| Año de lanzamiento | Sencillos con vídeo musical                                                                               |
| ------------------ | --- |
| 2001               | - El baile del gorila - De pata negra                                                                     |
| 2001               | - Hay que volver a empezar (con varias artistas)                                                          |
| 2002               | - Muévete                                                                                                 |
| 2003               | - Será - Canción de Meg (BSO de la película Hércules)                                                     |
| 2004               | - Y ese niño - La novia es chiquita                                                                       |
| 2008               | - Te digo adiós                                                                                           |
| 2009               | - Amante de la luna (preselección española de Eurovisión 2009)                                            |
| 2012               | - Ten cuidaíto                                                                                            |
| 2013               | - No sé (versión merengue, con DJ Pana)                                                                   |
| 2014               | - Mucho camino por andar                                                                                  |
| 2015               | - In my mind (BSO de la película Ahora o nunca)                                                           |
| 2018               | - Parapapá                                                                                                |
| 2019               | - Rúmbame - Magnetismo (versión acústico) - Mátame                                                        |
| 2020               | - No sé (versión acústico) - Y ese niño (versión acústico) - Pepe (versión acústico) - Las cosas del amor |
| 2021               | - No sé – Feat. Explosión de Iquitos - Sin Ley                                                            |
| 2022               | - Sobe Son                                                                                                |
| 2023               | - Mujer Loba                                                                                              |
| 2023               | - La Putukita – Feat. María Pelae                                                                         |
| 2023               | - Y Ese Niño – Feat. Joana Santos y Sergio Contreras                                                      |
| 2023               | - El Trato                                                                                                |
| 2024               | - Bandido                                                                                                 |

## Premios y reconocimientos
| Fecha                    | Premio                        | Categoría                                        | Trabajo                                               | Resultado |
| ------------------------ | ----------------------------- | ------------------------------------------------ | ----------------------------------------------------- | --------- |
| 23 de agosto de 2000     | Tu Música                     | Revelación femenina                              | De pata negra                                         | Ganadora  |
| 18 de septiembre de 2002 | Grammy Latino                 | Mejor álbum infantil latino                      | De pata negra                                         | Nominada  |
| 8 de mayo de 2003        | Billboard de la Música Latina | Álbum de pop latino del año (Artista Revelación) | De pata negra                                         | Nominada  |
| 14 de noviembre de 2014  | Al-Ándalus                    | Musical                                          | Reconocimiento a su proyección artística              | Ganadora  |
| 26 de enero de 2017      | Própolis                      | Mejor voz femenina del 2016                      | Reconocimiento por ser la mejor voz femenina del 2016 | Ganadora  |
| 1 de febrero de 2025     | Benidorm Fest 2025            | Representante de España en Eurovisión            | Esa diva                                              | Ganadora  |

Melody cosechó una enorme popularidad en España y Latinoamérica con el lanzamiento de su disco de presentación "De pata negra", que la llevó a proclamarse vencedora como artista revelación femenina en la novena edición de los Premios Tu 
Música, celebrados en San Juan (Puerto Rico) el 23 de agosto de 2002.
Además, fue nominada al Grammy Latino en 2002 como mejor álbum infantil, compartiendo podio junto a Xuxa (ganadora), Miliki y Chiquititas.
También, quedó finalista en la ceremonia de los Premios Billboard de la Música Latina de 2003, que tuvo lugar el 8 de mayo de ese año en el Miami Arena. "De pata negra" fue nominado al mejor álbum de pop latino (en la modalidad de artista revelación), compitiendo con Las Kétchup (vencedoras), Pilar Montenegro y Sin Bandera.
En reconocimiento a su proyección artística, Melody recibió el galardón Al-Ándalus Musical en la decimoctava edición de los Premios Al-Ándalus, que se entregaron el 14 de noviembre de 2014 en el teatro Coliseo de (Córdoba).

### Otros reconocimientos y distinciones
| Fecha                    | Entidad otorgadora                         | Distinción          | Motivo                                                |
| ------------------------ | ------------------------------------------ | ------------------- | ----------------------------------------------------- |
| 16 de septiembre de 2002 | Programa Senderos de gloria (de Canal Sur) | Placa conmemorativa | Reconocimiento a su exitoso primer año como cantante. |
| 14 de abril de 2014      | Asociación Ángeles Malagueños de la Noche  | Placa conmemorativa | Agradecimiento por su solidaridad y calidad humana.   |

El 16 de septiembre de 2002, en el programa Senderos de gloria (de Canal Sur), Melody recibió un homenaje en reconocimiento al éxito obtenido a lo largo de su primer año como cantante.
El 14 de abril de 2014, la asociación Ángeles Malagueños de la Noche entregó a la artista una placa conmemorativa, como muestra de agradecimiento por su solidaridad y calidad humana al colaborar en el reparto de alimentos entre los más necesitados.